# Olof Hjalmar Åkerlind
Olof Hjalmar Åkerlind, O.H. Åkerlind, född 7 juni 1809, död 15 december 1877 i Stockholm, var en svensk kakelfabrikör. 
Åkerlind, även kallad "Kakelin", var från 1840-talet innehavare av Åkerlindska kakelfabriken vid Hantverkargatan 29 på Kungsholmen i Stockholm, i nuvarande kvarteret Päronet.
Åkerlind medverkade i hög grad till att förbättra de svenska kaklens beskaffenhet. Han ligger begravd på Norra begravningsplatsen.

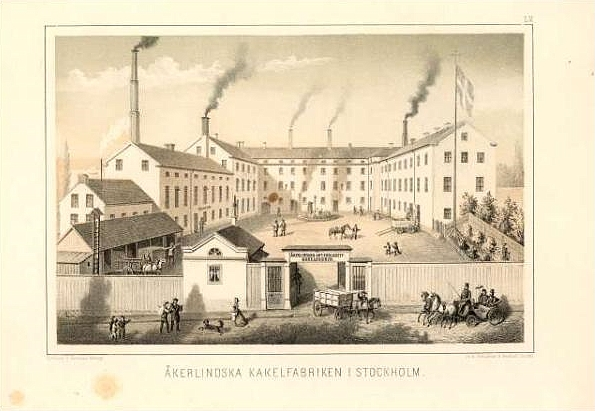
Åkerlindska kakelfabriken på Kungsholmen i Stockholm.